# Колизей (Лас-Вегас)
«Колизей» (англ. The Colosseum) — театр, расположенный на территории Сизарс-пэласа в Лас-Вегасе, Невада. Строительство театра обошлось владельцам в 108 млн долларов, что делает его самым дорогим театром во всём Лас-Вегасе. При строительстве архитекторы вдохновлялись постройками Древнего Рима, за основу облика театра был взят, собственно, сам римский «Колизей».
Концертная площадка считается «Домом для всех Величайших артистов мира», именно здесь проводили свои концертные резиденции такие титаны шоу-бизнеса как Селин Дион, Шер, Элтон Джон, Род Стюарт, Шанайя Твейн и Мэрайя Кэри. Селин Дион имеет самую продолжительную резиденцию за всё время, она дала 1110 шоу за период с 2003 по 2018 годы, заработав более 650 млн долларов. Своё 1000 шоу она провела при полном аншлаге: все 4100 зрительных места были распроданы.

## История

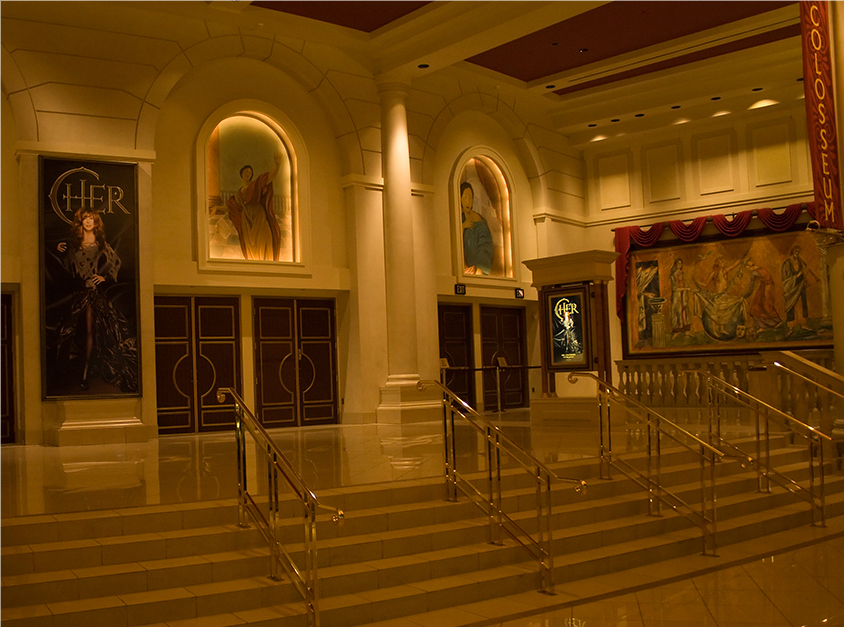
Внутреннее убранство театра в 2008 году

В 2000 году владельцы задумали реконструировать ныне не существующего шоу-рума «Circus Maximus», открытого в 1966 году. Последними на данной сцене выступили Стив Лоуренс и Эйди Горме. Однако со временем планы изменились и здание решено было снести полностью и отстроить новый более вместительный театр. Помимо прочего, масштабное строительство дополнительных торговых, развлекательных площадок, кафе, ресторанов, конференц-залов велось по всей территории Сизарс-пэласа. Строительством занималась компания Park Place Management. Изначально проект реконструкции и строительства оценивали в 65—75 млн долларов, однако итоговая цена перевалила за 100 млн.
Сам театр был спроектирован компанией Scéno Plus, а возведением занималась компания Perini Building Company. Дизайн для театра был основан на древнем «Колизее», расположенного в Риме. Колизей объединен с так называемым «Форумом», торговым центром. Строительство велось в рекордные сроки: началось оно в декабре 2002 года, а уже в феврале 2003 (за шесть недель до официального открытия) объект был сдан.
Грандиозное открытие состоялось 25 марта 2003 года. Первый вечер стал первой датой в концертной резиденции Селин Дион «A New Day…», тогда же был снят специальный фильм по заказу CBS «Celine in Las Vegas, Opening Night Live», посвящённый как самой артистке, так и новому театру.
Популярность шоу Селин Дион привлекла в театр других артистов, таких как Элтон Джон, Кайли Миноуг, Дайана Росс, Фэйт Хилл, Рики Мартин и Луис Мигель. Помимо музыкантов, здесь также выступали такие артисты разговорного жанра как Кэти Гриффин, Джерри Сайнфелд, Челси Хэндлер, Дейв Шаппелл и Эллен Дедженерес. Премьера 11 сезона телешоу «Адская кухня» прошла в «Колизее» прямо перед живой аудиторией.